# Kazaa
Kazaa (antes llamado "KaZaA") fue una aplicación para el intercambio de archivos entre pares que utiliza el protocolo FastTrack. Kazaa fue comúnmente utilizado para intercambiar música (principalmente en formato mp3) y películas (en formato DivX). Su popularidad declinó conforme Sharman Networks y sus socios fueron objeto de demandas relacionadas con derechos de autor. Después  Atrinsic, Inc compró la marca Kazaa para relanzarlo como una servicio de suscripción legal, eliminando el Software Kazaa manejando todo vía web. Desde agosto de 2012, el sitio web de Kazaa fue desactivado definitivamente

## Historia
Kazaa y el protocolo FastTrack fueron creados por el sueco Niklas Zennstrom y el danés Janus Friis, y fueron presentados en marzo del 2001 por la empresa neerlandesa Consumer Empowerment. Con el fin de monetizar debido al explosivo crecimiento del programa, Sharman ofreció los banners publicitarios e iconos dorados que mostraba Kazaa para toda aquella empresa que buscara publicitar sus productos a la gente que usaba Kazaa. Incluso la propia Microsoft uso Kazaa como publicidad.
En 2003 un contrato celebrado con Altnet y Streamwaves con el fin de legalizar el programa hacía que los iconos dorados mostraran los primeros 30 segundos de una canción y para luego abrir la página web Streamwaves. en julio de 2006 celebró otro contrato con Universal Music, Sony BMG, EMI, Warner Music y varios más comprometiéndose a pagar cien millones de dólares en perdidas por derechos de autor y convertir a Kazaa en un servicio legal por parte de Atrinsic.
El programa siempre fue exclusivo para el sistema operativo Windows. Aunque puede ser ejecutado en Linux, Mac OS X y otros sistemas operativos con software de emulación del entorno Win32 como WINE o Virtual PC. Era el único cliente de FastTrack pero MLDonkey tuvo un soporte experimental para esta red.
Debido al creciente uso de programas publicitarios (adware) por Kazaa, aparecieron derivados de él, que permiten usar la red de Kazaa, sin necesidad de instalar los spyware y adware, como es el Kazaa Lite Resurrection o el Kazaa Lite K++. A pesar de todo, Kazaa y
sus programas derivados están decayendo, y muchos de sus usuarios han pasado a programas P2P más modernos, como Ares Galaxy, Lphant, eMule o BitTorrent.
En 2001, Kazaa fue desarrollado originalmente por la empresa Sharman Networks, con sede en Australia, y se popularizó rápidamente como una de las principales plataformas de intercambio de archivos P2P. Fue diseñado como una alternativa a Napster tras su cierre por violaciones de derechos de autor. Posteriormente, Kazaa enfrentó múltiples demandas legales por parte de la industria discográfica debido a la distribución no autorizada de contenido protegido por derechos de autor.

### Iconos Dorados
Los iconos dorados aparecía por encima de la lista de búsqueda ante determinados términos, estos iconos enlazaban a contenidos patrocinados (música, vídeos, software) ajenos a Sharman Network, algunos de estos contenidos era de pago.

## Variantes
Esta sección presenta aquellos programas que están basados en el cliente oficial de Kazaa. Para otros clientes FastTrack compatibles, ver FastTrack. 
Kazaa Media Desktop: Una extensión para catalogar música y vídeos en el disco duro local.
Kazaa Lite es una variante no autorizada del Kazaa original que excluye adware y spyware y provee de más funcionalidades. Está disponible desde abril del 2002. Puede ser descargado gratis y para mediados del 2005 su uso está difundido incluso aún más que el cliente Kazaa. Se conecta a la misma red FastTrack y permite intercambiar archivos con usuarios Kazaa. Fue creada por terceros, un grupo de programadores que modificaron los archivos binarios de la aplicación original del Kazaa. Versiones posteriores de Kazaa Lite incluyen K++, un parche de memoria que elimina ciertas restricciones en límites de búsquedas, límites multifuentes, y establece un "nivel de participación" al máximo de 1000. Sharman Networks considera al Kazaa Lite como una violación de derechos de autor.
Después que se detuvo el desarrollo de Kazaa Lite, aparecieron K-Lite v2.6 y Kazaa Lite Tools. Aunque pueda parecer que K-Lite está relacionado con Kazaa Lite por la similitud de nombre, en realidad se trata de proyectos diferentes. K-Lite no es una actualización de Kazaa Lite, sino que fue escrito de manera separada con muchos cambios fundamentales. Así como Kazaa Lite es una modificación de una versión antigua de Kazaa, K-Lite v2.6 requiere el ejecutable original KMD 2.6 para funcionar. K-Lite no incluye ningún código fuente de Sharman, pero requiere que el usuario remplace el original no parchado Kazaa Media Desktop y así se ejecuta en su ambiente, en el que remueve el malware y añade algunas funciones. Los autores creen que esta versión podría ser legal. De la misma manera esperan que dado que el cliente usa una nueva versión del programa Kazaa, no se verán afectados por los intentos de bloquear Kazaa Lite de la red.
En noviembre del 2004, los desarrolladores de K-Lite lanzaron K-Lite v2.7, el cual de manera similar, también requiere el ejecutable KMD 2.7. Actualmente, otras variantes usan un núcleo más antiguo (2.02), de esta manera K-Lite tienen algunas características que otros nunca tendrán. K-Lite incluyen múltiples tabs de búsqueda, una barra de herramientas personalizada y autoinicio. También tiene una búsqueda automática, un acelerador de descargas, una pantalla de bievenida opcional, opción de previsualización (para ver los archivos mientras se descargan), un bloqueador de IP, enlaces de soporte y un bloqueador de publicidad.
Kazaa Lite Tools por otro lado, es una actualización del original Kazaa Lite. Es una copia de Kazaa Lite con modificaciones y la inclusión de programas de terceros. Tiene los más recientes y mejores programas de terceros.
Kazaa Lite Resurrection es un duplicado of Kazaa Lite 2.4.3. Al principio fue bien recibido por los usuarios, sin embargo discusiones acerca de adware en KLS, acusaciones de spyware y la premisa de que marcadores de KLR estaban haciendo que la gente done falsamente, causaron una división entre el público usuario. Fue entonces cuando Kazaa Lite Tolls K++ apareció. No mucho después Kazaa Lite Revolutions apareció siendo casi una copia exacta de Kazaa Lite Resurrection. Se podría decir que era una copia con diferente nombre. Todas las versiones de Kazaa Lite estaban limpias de adware y spyware, excepto Kazaa Lite Revolutions y Resurrection.
En agosto del 2003, Kazaa Plus fue introducido por Sharman Networks. Es una versión premium no gratuita, presumiblemente sin spyware o adware. En un intento por seguir ganando dinero con el nombre Kazaa, se lanzó otra versión llamada Kazaa Gold. Esta versión no es un producto de Sharman Networks. Sin embargo en el 2004, Sharman Networks inició la compra de los dominios de estas compañías haciendo de esta manera que los sitios redirijan al sitio real de Kazaa.

## Acerca del malware
Desde sus comienzos, Kazaa ha sido acusado de instalar malware en las computadoras de los usuarios. Sharman, la compañía dueña de Kazaa, alega que sus productos no son adware y no recogen información personal de los usuarios. Durante un tiempo, la parte del código de Kazaa que se podía considerar adware era una parte opcional del programa Kazaa; no obstante, mediante un paso difícil de omitir durante la instalación para los usuarios promedio. Cuando surgieron los alegatos, el código fue fusionado en el software principal de Kazaa, sin ser posible desinstalarlo. Con frecuencia, programas de detección de spyware y remoción de software fallan a menudo al tratar de eliminar el código sin acciones especiales tomadas por el usuario.
Algunos malware instalados por Kazaa incluyen:
- Cydoor - Colecciona información de los hábitos de navegación del usuario y los pasa a la compañía creadora de Cydoor.
- B3D - Un añadido que causa que aparezcan popups con anuncios cuando la computadora accede un sitio de internet que se encuentre en el código del B3D.
- Altnet - Una red de distribución de archivos "gold".
- GAIN - Identifica los intereses del usuario y algunos de los hábitos de navegación en red. Las versiones de Kazaa lanzadas después del 16 de agosto de 2005 no lo contienen.
- InstaFinder - Redirige los URL mal escritos al sitio de InstaFinder en vez de a la página predeterminada de Internet Explorer.
- RX Toolbar - Una barra que monitorea todos los sitios de internet que se visitan desde Microsoft Internet Explorer y provee enlaces de sitios competidores.
- New.net - Un añadido a IE que ubica enlaces promocionales con intención de vender dominios tales como www.record.shop

Como resultado de estos componentes adicionales, la página de internet de CNET's, Download.com dejó de distribuir KaZaA en abril del 2004.

### Páginas de Kazaa Lite y variantes
- Kool Lite Tools - Página de herramientas de Kazaa Lite K++ 2.7.0
- My K-Lite - Página de K-Lite v2.6/2.7

- Datos: Q1163401